# Фитијан (Илиноис)
Фитијан (енгл. Fithian) град је у америчкој савезној држави Илиноис.

## Демографија
По попису из 2010. године број становника је 485, што је 21 (-4,2%) становника мање него 2000. године.
| Група             | 2000.       | 2010.       |
| Белци             | 503 (99,4%) | 468 (96,5%) |
| Афроамериканци    | 1 (0,2%)    | 3 (0,6%)    |
| Азијати           | 0 (0,0%)    | 0 (0,0%)    |
| Хиспаноамериканци | 3 (0,6%)    | 9 (1,9%)    |
| Укупно            | 506         | 485         |